# Boštjan M. Zupančič
Boštjan Marija Zupančič, slovenski pravnik, filozof in publicist, * 13. maj 1947, Ljubljana. 
Boštjan Marija Zupančič, v javnosti znan kot Boštjan M. Zupančič, med pravniki pa kar kot »BMZ«, je leta 1970 diplomiral na ljubljanski Pravni fakulteti, opravil 1970/71 podiplomski študij iz kazenskopravnih znanosti na zagrebški Pravni fakulteti, nato še 1972/73 na pravni fakulteti Univerze Harvard v Cambridgeu (ZDA) ter tu 1981 doktoriral iz pravne filozofije in kazenskega procesnega prava. Iz kriminologije se je izpopolnjeval na Univerzi v Montrealu (1971/72).
Zupančič je bil najprej zaposlen na Pravni fakulteti v Ljubljani (1970–74), v obdobju 1977–86 je bil predavatelj na več uglednih univerzah v ZDA, nato do 1995? na PF v Ljubljani, od 1990 kot redni profesor za kazensko procesno pravo, kazensko materialno pravo in pravno filozofijo. Leta 1990 je kandidiral na volitvah za predsednika in člane predsedstva Socialistične Republike Slovenije, na listi Stranke demokratične prenove (nekdanja Zveza komunistov Slovenije).
V letih 1993–98 je bil sodnik Ustavnega sodišča Republike Slovenije, leta 1998 pa je nastopil službo sodnika na Evropskem sodišču za človekove pravice v Strasbourgu, ki jo je opravljal do leta 2016. Po koncu sodniškega mandata se je pridružil konservativnemu mislišču Evropski center za pravo in pravosodje (ECLJ).
Leta 2014 je pridobil francosko državljanstvo in se januarja 2019 včlanil v skrajno desno evroskeptično francosko stranko Republikanska ljudska unija. Naslednjega meseca je na listi stranke napovedal svojo kandidaturo za evropskega poslanca, vendar ga na listo niso uvrstili.
Leta 2017 je slovenska vlada odrekla podporo Zupančičevi kandidaturi za članstvo v Odboru ZN za človekove pravice, potem ko je v zapisu na družbenem omrežju označil francosko političarko Simone Veil za »največjo morilko vseh časov«. Za zapis je prejel nagrado bodečo nežo za seksistično izjavo leta.
Leta 2018 so ga izbrali za predsednika novoustanovljene politične stranke Davkoplačevalci se ne damo, vendar je po manj kot enem dnevu odstopil s položaja. Na državnozborskih volitvah 2022 je kandidiral v dveh ljubljanskih okrajih na listi Domovinske lige in zbral skupaj 57 glasov.
Leta 2023 je časopis The Jewish Chronicle poročal o več antisemitskih objavah, ki jih je na družbenih omrežjih delil Zupančič. Po objavi prispevka je Evropski center za pravo in pravosodje z njim prekinil sodelovanje.

## Monografije
- Osebnostno moteni storilci kaznivih dejanj pred ljubljanskim Okrožnim sodiščem v letih 1966, 1967; PF 1969
- Criminal law: the conflict and the rule (1981, disertacija: New York) (= The conflict and the impersonal: rules in criminal law, Harvard law school)
- On legal formalism: the principle of legality in criminal law (1981, separat)
- Criminal law: its history and functions (1983, Newark) (Criminal law: its nature and its function, 1983)
- Criminal responsibility under mistake of law: the real reasons, 1985
- Criminal process: a theoretical vademecum, 1985
- Criminal law (učbenik), 1986
- Kazensko procesno pravo: odločbe in razprave (1988, 1991)
- Nekatere značilnosti pravne epistemologije (separat, 1986)
- Bitje in hrepenenje: eseji (1989; 2. dopolnjena izd. 1990; 1998?)
- Pravo in prav: eseji o pravni državi, 1990
- Od blaznosti do blagoslova: eseji o sreči in duši (1992)
- Pravo kot imunski sistem družbe (separat, 1994)
- Ustavno kazensko procesno pravo (soavtor, 1995)
- Prvine (pravne) kulture, 1995
- Trenutek in trajanja (poezija), 1997
- From combat to contract or: "what does the constitution constitute?" (separat, 1997)
- Criminal law: the critique of the ideology of punishment, 1998
- Ustavno kazensko procesno pravo: sodni primeri, dokumenti, komentarji in gradiva s področja ustavnega in mednarodnega kazenskega procesnega prava slovenskih, evropskih, severnoameriških in mednarodnih sodišč (s soavtorji, 3. spremenjena in dopolnjena izdaja, 2000)
- O spoštovanju: pismo iz Strasbourga, 2006
- The owl of Minerva: essays on human rights (Utrecht, 2008)
- Prva od suhih krav, 2009, 2023 (vsebuje tudi: Razlage o biti kot takšni /Jacques Maritain in Zakon kot psihološki odnos, 1925 / Carl Jung)
- Tembatsu: druga od suhih krav, 2011
- Tretja od suhih krav: razprave o razlogih za razsulo (soavtorji: Anton Komat, Dr. Gorazd Pretnar, Dr. Vesna V. Godina, Dr. Ali Žerdin, Dr. Albin Igličar, Dr. Marko Pavliha, Nataša Pust, Dr. Juris Rudevskis; zbornik, 2012)
- The owlets of Minerva: human rights in the practice of the European Court of Human Rights (Hague, 2012)
- Epifanija: četrta od suhih krav (soavtorji Jan Zobec, Albin Igličar, Anton Komat, Vesna V. Godina) (zbornik, 2015)
- O Evropskem sodišču za človekove pravice: kritična retrospektiva (1998-2019), 2020 (v fr.: Sur la Cour européenne des droits de l'homme: rétrospective d'un initié (1998-2016), 2018)